# Crumlin (Irlanda del Norte)
Crumlin es una localidad situada en el condado de Antrim de Irlanda del Norte (Reino Unido), con una población en 2016 de 5099 habitantes.
Se encuentra ubicada al noreste del país, a poca distancia al norte de Belfast y del lago Neagh, el mayor de las islas británicas.